# Can Mataró (Caldes de Malavella)
Can Mataró és una masia situada als afores del nucli urbà de Caldes de Malavella (Selva) inclosa en l'Inventari del Patrimoni Arquitectònic de Catalunya. S'hi arriba a través d'un camí a la dreta just passada la benzinera de la cruïlla de Caldes.

## Descripció

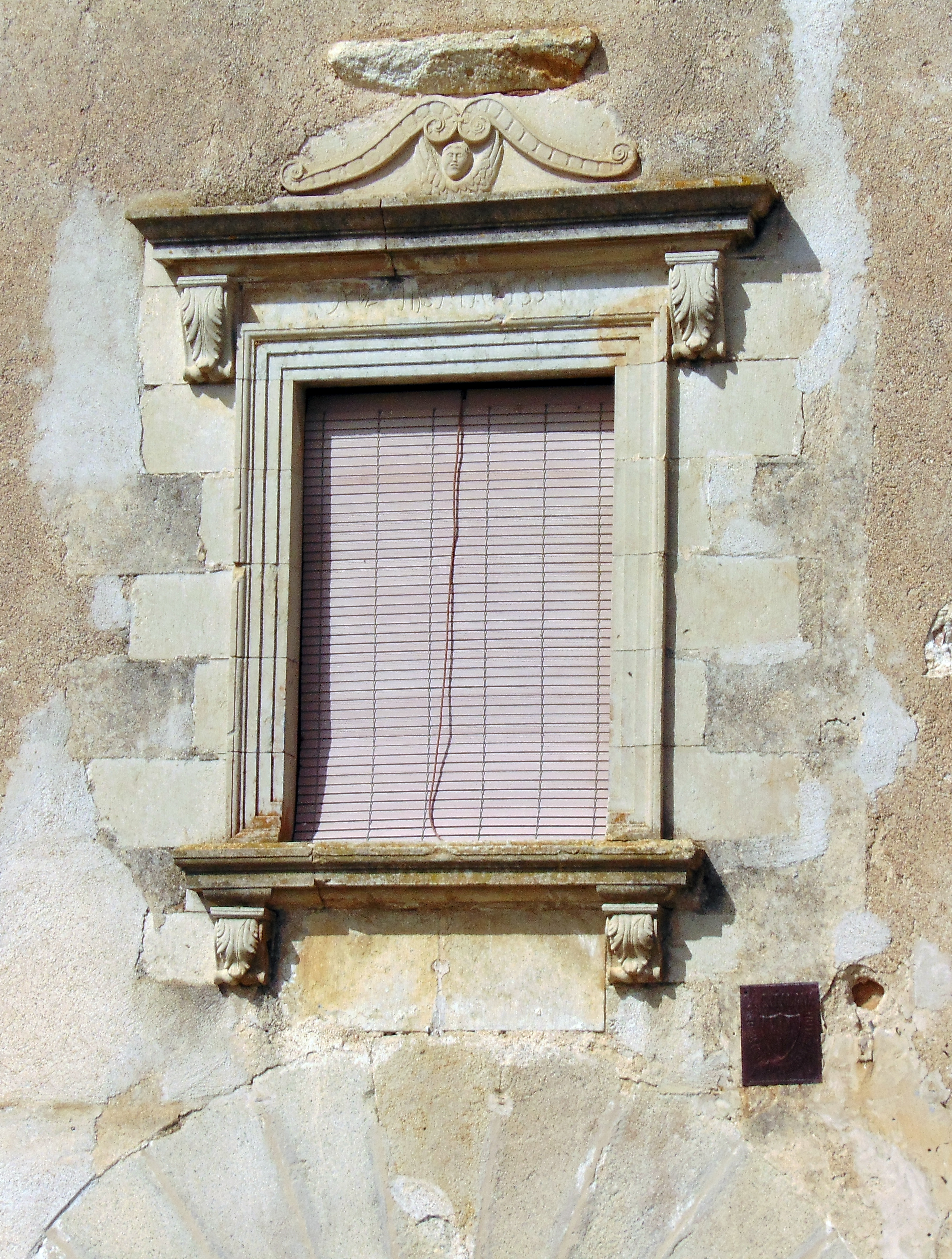
Detall de la finestra renaixentista

L'edifici, de planta baixa i pis, té el teulat a doble vessant, orientat als laterals i ràfec doble. La porta d'entrada és d'arc de mig punt amb grans dovelles. A dreta i esquerra dues finestres flanquejen l'entrada. Al pis, destaca la finestra central d'estil renaixentista, amb trencaaigües a la part superior i inferior, sostinguts per mènsules decorades amb fullatges. Sobre el trencaaigües superior, un àngel en relleu dins dues volutes contraposades. En aquesta mateixa finestra, una inscripció amb la data 1554, protegida pel trencaaigües, ens data l'edifici. Dos finestres més petites la flanquejen. Adossat a l'edifici, un edifici de treball, amb teulada vessant a la façana, i amb obertures quadrangulars amb llinda monilítica, que dataria del segle xviii o principis del segle xix. Entorn de l'edifici, trobem altres dependències construïdes recentment.